# Tour de Langkawi 2000
Il Tour de Langkawi 2000, quinta edizione della corsa ciclistica, si svolse dal 26 gennaio al 6 febbraio su un percorso di 1606 km ripartiti in 12 tappe. Fu vinto dallo statunitense Chris Horner della Mercury davanti al messicano Julio Alberto Pérez Cuapio e all'italiano Fortunato Baliani.

## Tappe
| Tappa  | Data       | Percorso                                | km    | Vincitore di tappa         | Leader cl. generale |
| ------ | ---------- | --------------------------------------- | ----- | -------------------------- | ------------------- |
| 1ª     | 26 gennaio | Langkawi > Langkawi (cron. individuale) | 9,2   | Floyd Landis               | Floyd Landis        |
| 2ª     | 27 gennaio | Alor Star > Baru Ferringhi              | 174,3 | Jamie Drew                 | Daniele Contrini    |
| 3ª     | 28 gennaio | Taiping > Sitiawan                      | 86,2  | Damien Nazon               | Daniele Contrini    |
| 4ª     | 29 gennaio | Lumut > Tanah Rata                      | 162,5 | Kam-Po Wong                | Mark Walters        |
| 5ª     | 30 gennaio | Tapah > Bentong                         | 169   | Glen Mitchell              | Mark Walters        |
| 6ª     | 31 gennaio | Bentong > Kuantan                       | 191,3 | Antonio Cruz               | Chris Horner        |
| 7ª     | 1 febbraio | Kuantan > Kuala Rompin                  | 133,5 | Ivan Quaranta              | Chris Horner        |
| 8ª     | 2 febbraio | Mersing > Malacca                       | 243,4 | Ivan Quaranta              | Chris Horner        |
| 9ª     | 3 febbraio | Malacca > Kajang                        | 115,2 | Guido Trenti               | Chris Horner        |
| 10ª    | 4 febbraio | Kuala Lumpur > Genting Highlands        | 111,3 | Julio Alberto Pérez Cuapio | Chris Horner        |
| 11ª    | 5 febbraio | Shah Alam > Shah Alam                   | 134,5 | Ivan Quaranta              | Chris Horner        |
| 12ª    | 6 febbraio | Kuala Lumpur > Kuala Lumpur             | 75,6  | Jan Bratkowski             | Chris Horner        |
| Totale | Totale     | Totale                                  | 1606  |                            |                     |

## Dettagli delle tappe

### 1ª tappa
- 26 gennaio: Langkawi > Langkawi (cron. individuale) – 9,2 km

| Pos. | Corridore        | Squadra  | Tempo  |
| ---- | ---------------- | -------- | ------ |
| 1    | Floyd Landis     | Mercury  | 12'20" |
| 2    | Frank McCormack  | Saturn   | a 7"   |
| 3    | Daniele Contrini | Liquigas | a 10"  |

| Pos. | Corridore        | Squadra  | Tempo  |
| ---- | ---------------- | -------- | ------ |
| 1    | Floyd Landis     | Mercury  | 12'20" |
| 2    | Frank McCormack  | Saturn   | a 7"   |
| 3    | Daniele Contrini | Liquigas | a 10"  |

### 2ª tappa
- 27 gennaio: Alor Star > Baru Ferringhi – 174,3 km

| Pos. | Corridore        | Squadra       | Tempo    |
| ---- | ---------------- | ------------- | -------- |
| 1    | Jamie Drew       | Mercury       | 4h30'12" |
| 2    | Daniele Contrini | Liquigas-Pata | s.t.     |
| 3    | René Haselbacher | Gerolsteiner  | s.t.     |

| Pos. | Corridore        | Squadra       | Tempo    |
| ---- | ---------------- | ------------- | -------- |
| 1    | Daniele Contrini | Liquigas-Pata | 4h42'37" |
| 2    | Frank McCormack  | Saturn        | a 3"     |
| 3    | Floyd Landis     | Mercury       | a 9"     |

### 3ª tappa
- 28 gennaio: Taiping > Sitiawan – 86,2 km

| Pos. | Corridore        | Squadra      | Tempo    |
| ---- | ---------------- | ------------ | -------- |
| 1    | Damien Nazon     | Bonjour      | 1h55'14" |
| 2    | Gordon Fraser    | Mercury      | s.t.     |
| 3    | René Haselbacher | Gerolsteiner | s.t.     |

| Pos. | Corridore        | Squadra       | Tempo    |
| ---- | ---------------- | ------------- | -------- |
| 1    | Daniele Contrini | Liquigas-Pata | 6h37'51" |
| 2    | Frank McCormack  | Saturn        | a 3"     |
| 3    | Floyd Landis     | Mercury       | a 9"     |

### 4ª tappa
- 29 gennaio: Lumut > Tanah Rata – 162,5 km

| Pos. | Corridore          | Squadra    | Tempo    |
| ---- | ------------------ | ---------- | -------- |
| 1    | Kam-Po Wong        |            | 4h19'55" |
| 2    | Mark Walters       | Navigators | a 8"     |
| 3    | J. A. Pérez Cuapio | Panaria    | a 23"    |

| Pos. | Corridore    | Squadra    | Tempo     |
| ---- | ------------ | ---------- | --------- |
| 1    | Mark Walters | Navigators | 10h58'03" |
| 2    | Floyd Landis | Mercury    | a 18"     |
| 3    | Tom Leaper   | Panaria    | a 32"     |

### 5ª tappa
- 30 gennaio: Tapah > Bentong – 169 km

| Pos. | Corridore     | Squadra      | Tempo    |
| ---- | ------------- | ------------ | -------- |
| 1    | Glen Mitchell | Team Shaklee | 3h57'20" |
| 2    | Trent Klasna  | Saturn       | s.t.     |
| 3    | Gordon Fraser | Mercury      | a 7"     |

| Pos. | Corridore    | Squadra    | Tempo     |
| ---- | ------------ | ---------- | --------- |
| 1    | Mark Walters | Navigators | 14h55'30" |
| 2    | Floyd Landis | Mercury    | a 18"     |
| 3    | Trent Klasna | Saturn     | a 23"     |

### 6ª tappa
- 31 gennaio: Bentong > Kuantan – 191,3 km

| Pos. | Corridore         | Squadra     | Tempo    |
| ---- | ----------------- | ----------- | -------- |
| 1    | Antonio Cruz      | Saturn      | 4h21'36" |
| 2    | Fortunato Baliani | Aguardiente | s.t.     |
| 3    | Chris Horner      | Mercury     | s.t.     |

| Pos. | Corridore    | Squadra    | Tempo     |
| ---- | ------------ | ---------- | --------- |
| 1    | Chris Horner | Mercury    | 19h17'52" |
| 2    | Antonio Cruz | Saturn     | a 3"      |
| 3    | Mark Walters | Navigators | a 17"     |

### 7ª tappa
- 1 febbraio: Kuantan > Kuala Rompin – 133,5 km

| Pos. | Corridore     | Squadra    | Tempo    |
| ---- | ------------- | ---------- | -------- |
| 1    | Ivan Quaranta | Mobilvetta | 2h50'46" |
| 2    | Luca Cei      | Panaria    | s.t.     |
| 3    | Gordon Fraser | Mercury    | s.t.     |

| Pos. | Corridore    | Squadra    | Tempo     |
| ---- | ------------ | ---------- | --------- |
| 1    | Chris Horner | Mercury    | 22h08'38" |
| 2    | Antonio Cruz | Saturn     | a 3"      |
| 3    | Mark Walters | Navigators | a 17"     |

### 8ª tappa
- 2 febbraio: Mersing > Malacca – 243,4 km

| Pos. | Corridore       | Squadra      | Tempo    |
| ---- | --------------- | ------------ | -------- |
| 1    | Ivan Quaranta   | Mobilvetta   | 5h49'12" |
| 2    | Gordon Fraser   | Mercury      | s.t.     |
| 3    | Sven Teutenberg | Gerolsteiner | s.t.     |

| Pos. | Corridore    | Squadra    | Tempo     |
| ---- | ------------ | ---------- | --------- |
| 1    | Chris Horner | Mercury    | 27h57'50" |
| 2    | Antonio Cruz | Saturn     | a 3"      |
| 3    | Mark Walters | Navigators | a 17"     |

### 9ª tappa
- 3 febbraio: Malacca > Kajang – 115,2 km

| Pos. | Corridore       | Squadra              | Tempo    |
| ---- | --------------- | -------------------- | -------- |
| 1    | Guido Trenti    | Cantina Tollo-Regain | 2h42'57" |
| 2    | Henk Vogels     | Mercury              | s.t.     |
| 3    | Torsten Schmidt | Gerolsteiner         | s.t.     |

| Pos. | Corridore    | Squadra    | Tempo     |
| ---- | ------------ | ---------- | --------- |
| 1    | Chris Horner | Mercury    | 30h46'14" |
| 2    | Antonio Cruz | Saturn     | a 3"      |
| 3    | Mark Walters | Navigators | a 17"     |

### 10ª tappa
- 4 febbraio: Kuala Lumpur > Genting Highlands – 111,3 km

| Pos. | Corridore          | Squadra      | Tempo    |
| ---- | ------------------ | ------------ | -------- |
| 1    | J. A. Pérez Cuapio | Panaria      | 3h09'13" |
| 2    | Matthew Stephens   | L. McCartney | a 24"    |
| 3    | Walter Bénéteau    | Bonjour      | a 1'21"  |

| Pos. | Corridore          | Squadra     | Tempo     |
| ---- | ------------------ | ----------- | --------- |
| 1    | Chris Horner       | Mercury     | 33h56'51" |
| 2    | J. A. Pérez Cuapio | Panaria     | a 27"     |
| 3    | Fortunato Baliani  | Aguardiente | a 29"     |

### 11ª tappa
- 5 febbraio: Shah Alam > Shah Alam – 134,5 km

| Pos. | Corridore     | Squadra    | Tempo    |
| ---- | ------------- | ---------- | -------- |
| 1    | Ivan Quaranta | Mobilvetta | 2h50'56" |
| 2    | Damien Nazon  | Bonjour    | s.t.     |
| 3    | Gordon Fraser | Mercury    | s.t.     |

| Pos. | Corridore          | Squadra     | Tempo     |
| ---- | ------------------ | ----------- | --------- |
| 1    | Chris Horner       | Mercury     | 36h47'47" |
| 2    | J. A. Pérez Cuapio | Panaria     | a 27"     |
| 3    | Fortunato Baliani  | Aguardiente | a 29"     |

### 12ª tappa
- 6 febbraio: Kuala Lumpur > Kuala Lumpur – 75,6 km

| Pos. | Corridore       | Squadra      | Tempo    |
| ---- | --------------- | ------------ | -------- |
| 1    | Jan Bratkowski  | Team Coast   | 1h45'48" |
| 2    | Antonio Cruz    | Saturn       | s.t.     |
| 3    | Volker Ordowski | Gerolsteiner | s.t.     |

| Pos. | Corridore          | Squadra     | Tempo     |
| ---- | ------------------ | ----------- | --------- |
| 1    | Chris Horner       | Mercury     | 38h34'39" |
| 2    | J. A. Pérez Cuapio | Panaria     | a 27"     |
| 3    | Fortunato Baliani  | Aguardiente | a 29"     |

## Classifiche finali

### Classifica generale
| Pos. | Corridore                  | Squadra                         | Tempo     |
| ---- | -------------------------- | ------------------------------- | --------- |
| 1    | Chris Horner               | Mercury                         | 38h34'39" |
| 2    | Julio Alberto Pérez Cuapio | Ceramica Panaria-Gaerne         | a 27"     |
| 3    | Fortunato Baliani          | Aguardiente Nectar-Selle Italia | a 29"     |
| 4    | Matthew Stephens           | Linda McCartney Racing Team     | a 1'05"   |
| 5    | Floyd Landis               | Mercury                         | a 1'48"   |
| 6    | Lennie Kristensen          | Team Fakta                      | a 1'50"   |
| 7    | Graziano Recinella         | Mobilvetta Design-Rossin        | a 2'02"   |
| 8    | René Haselbacher           | Gerolsteiner                    | a 2'04"   |
| 9    | Chris Wherry               | Saturn                          | a 2'25"   |
| 10   | Loic Lamouller             | Big Mat-Auber 93                | a 2'27"   |